# Zeche Vereinigte Westphalia
Die Zeche Westphalia war ein  Steinkohlebergwerk in der Dortmunder Nordstadt.

## Geschichte
Die Geschichte der Zeche Westphalia, später Vereinigte Westphalia, begann mit dem Abteufen eines ersten Schachtes im Jahre 1853. Die Arbeiten an Schacht 1 wurden wegen eines Wassereinbruchs unterbrochen. Ein Jahr später wurde zur Wasserhaltung mit Schacht 2 ein weiterer Schacht gegraben. Die Schächte erreichten 1856 bei 75 Metern und 72 Metern das Karbon. Im Jahr 1857 begann dann die Förderung von Kohle, 1860 wurde die Zeche an das Eisenbahnnetz angeschlossen, zwei Jahre später wurde auf dem Betriebsgelände eine Kokerei in Betrieb genommen.
Zwischen 1864 und 1871 hatte das Bergwerk mit erheblichen Rückschlägen zu kämpfen. Es kam mehrfach zu Wassereinbrüchen und zum Sümpfen der Fördersohlen.
Im Juni 1872 kam es auf der Zeche Westphalia zu Streiks. Die Forderung nach besseren Löhnen und Arbeitsbedingungen führten zum ersten Massenstreik der Bergarbeiter im Ruhrgebiet. Ihren Ausgang nahm die Bewegung im Mai 1872 in Essen. In Dortmund streikten 1180 Belegschaftsmitglieder der Zechen Tremonia und Westphalia für die sogenannten Essener Forderungen.
Im Jahr 1873 begann man mit der Abteufen eines weiteren Schachtes. Der Schacht Westphalia 3, später Kaiserstuhl I genannt, lag zwei Kilometer nordöstlich der Anlage Westphalia 1/2 an der Bornstraße. Im Jahr 1874 erreichte man hier bei 113 Metern das Karbon, 1877 begann die Förderung. Am 17. Dezember 1880 kam es zu einer Schlagwetterexplosion, der drei Bergleute zum Opfer fielen. Eine weitere Schlagwetterexplosion ereignete sich am 16. September 1882 und forderte fünf Todesopfer.
Mit der Abteufung des Schachtes Kaiserstuhl 2 im Jahre 1891 wurde die Förderung auf der Zeche Westphalia eingestellt. Die Schächte 1 und 2 wurden in der neu gegründeten Zeche Kaiserstuhl zusammengefasst, im Grubenfeld Westphalia führte man nur noch Restabbau durch.
Das Stadtgebiet Dortmunds hatte sich mittlerweile in Richtung Norden ausgedehnt, und gleichzeitig wurden die Arbeiten am Dortmunder Hafen aufgenommen. Für die Zeche Westphalia erließ man am 31. März 1895 ein Abbauverbot, was zur Folge hatte, dass die Tagesanlagen des Bergwerks stillgelegt und die Belegschaft zur Zeche Kaiserstuhl verlegt wurden. Im gleichen Jahr wurde ein Feldesteil von Vereinigte Westphalia an die Zeche Tremonia abgegeben. Schacht Westphalia 1 wurde verfüllt, der Schacht Westphalia 2 diente aber weiterhin als Wetter- und Bergeförderungsschacht für die Zeche Tremonia. Über diesen Schacht wurde Anfang der 1920er Jahre ein geschlossener Hammerkopf-Förderturm errichtet, der eine elektrische Turmfördermaschine besaß. Im Jahr 1924 kam noch ein Waschkauen- und Betriebsgebäude dazu. Als die Zeche Tremonia 1931 die Förderung einstellte, wurde auch der Schacht Westphalia 2 endgültig aufgegeben und verfüllt.

## Gegenwart
Bis heute erhalten ist die ehemalige Waschkaue der Zeche Westphalia. Heute ist in diesem Gebäude das Künstlerhaus Dortmund untergebracht.
Der Hammerkopfturm von Schacht Westphalia 2 wurde bereits 1929 demontiert und über dem Schacht 3 der Castroper Zeche Erin neu aufgebaut. Dort steht er als Industriedenkmal heute noch und zählt zu den Wahrzeichen der Stadt Castrop-Rauxel.